# Shutter Island
Shutter Island er en amerikansk thrillerfilm fra 2010. Filmen er instrueret og produceret af Martin Scorsese og har Leonardo DiCaprio, Mark Ruffalo, Max von Sydow, Ben Kingsley og Michelle Williams på rollelisten. Filmen er baseret på romanen af samme navn af Dennis Lehane.

## Medvirkende
- Leonardo DiCaprio
- Ben Kingsley
- Michelle Williams
- Max von Sydow
- Mark Ruffalo
- Emily Mortimer
- Brian Moore
- Patricia Clarkson
- Elias Koteas
- John Caroll Lynch
- Ted Levine
- Jackie Earle Hayley

## Ekstern henvisning
- Shutter Island på Internet Movie Database (engelsk)
- Shutter Island på Filmdatabasen
- Shutter Island på Scope
- Shutter Island i Svensk Filmdatabas (svensk)
- Shutter Island på AlloCiné (fransk)
- Shutter Island på MovieMeter (nederlandsk)
- Shutter Island på AllMovie (engelsk)
- Shutter Island hos American Film Institute (engelsk)
- Shutter Islands profil hos Encyclopædia Britannica Online (engelsk)
- Shutter Island på Turner Classic Movies (engelsk)